# Miranda (satélite artificial)
Miranda, también conocido como UK-X4, fue un satélite artificial del Reino Unido lanzado el 9 de marzo de 1974 mediante un cohete Scout desde la base de Vandenberg, en Estados Unidos.
El satélite se estabilizaba mediante giro y su misión era la de probar nuevas tecnologías, en concreto probar la aplicación de un sistema giroscópico de tres ejes integrado para el control de actitud y un sistema giroscópico de tres ejes para el control de giro. El satélite tenía forma de caja de 83,5 cm de alto, con una base cuadrada de 66,5 cm de lado. La electricidad era proporcionada por paneles solares desplegables que medían 250 cm de largo.